# Park Męczeństwa Chrześcijan w Ōkago
Park Męczeństwa Chrześcijan w Ōkago (jap. 大籠キリシタン殉教公園 Ōkago Kirishitan Junkyō-kōen) – kompleks muzealny i religijny w Ōkago (prefektura Iwate), w Japonii.
Kompleks obejmuje rozległy obszar na którym znajdują się m.in.:
- Muzeum Chrześcijan (大籠キリシタン資料館, Ōkago Kirishitan Shiryōkan), które gromadzi przedmioty związane z japońskim chrześcijaństwem w XVI i XVII wieku;
- Sanktuarium Pamięci Męczeństwa (大籠殉教記念クルス館, Ōkago Junkyō Kinen Kurusukan), kaplica ku czci męczenników (wewnątrz pamiątkowy krzyż z brązu) i dzwonnica, zbudowana na wzgórzu;
- kościół katolicki w Ōkago;
- tablice pamiątkowe i pomniki w miejscach straceń[1].

Ten odległy i słabo zaludniony region we wczesnym okresie Edo był ośrodkiem produkcji stali, wytapianej w piecach tatara. Z powodu braku pracowników sprowadzono tutaj w 1558 wielu ludzi z innych regionów Japonii. Wśród nich byli katolicy, którzy zaczęli masowo konwertować miejscową ludność na swoją wiarę. Liczba konwertytów sięgnęła 30 tysięcy. Jednak i tu w 1639 zaczęło się prześladowanie chrześcijan. W ciągu 3 następnych lat torturowano tutaj i zamordowano 309 osób za odmowę wyrzeczenia się wiary. W okolicy znajduje się kilka miejsc, związanych z masowymi egzekucjami.

## Galeria

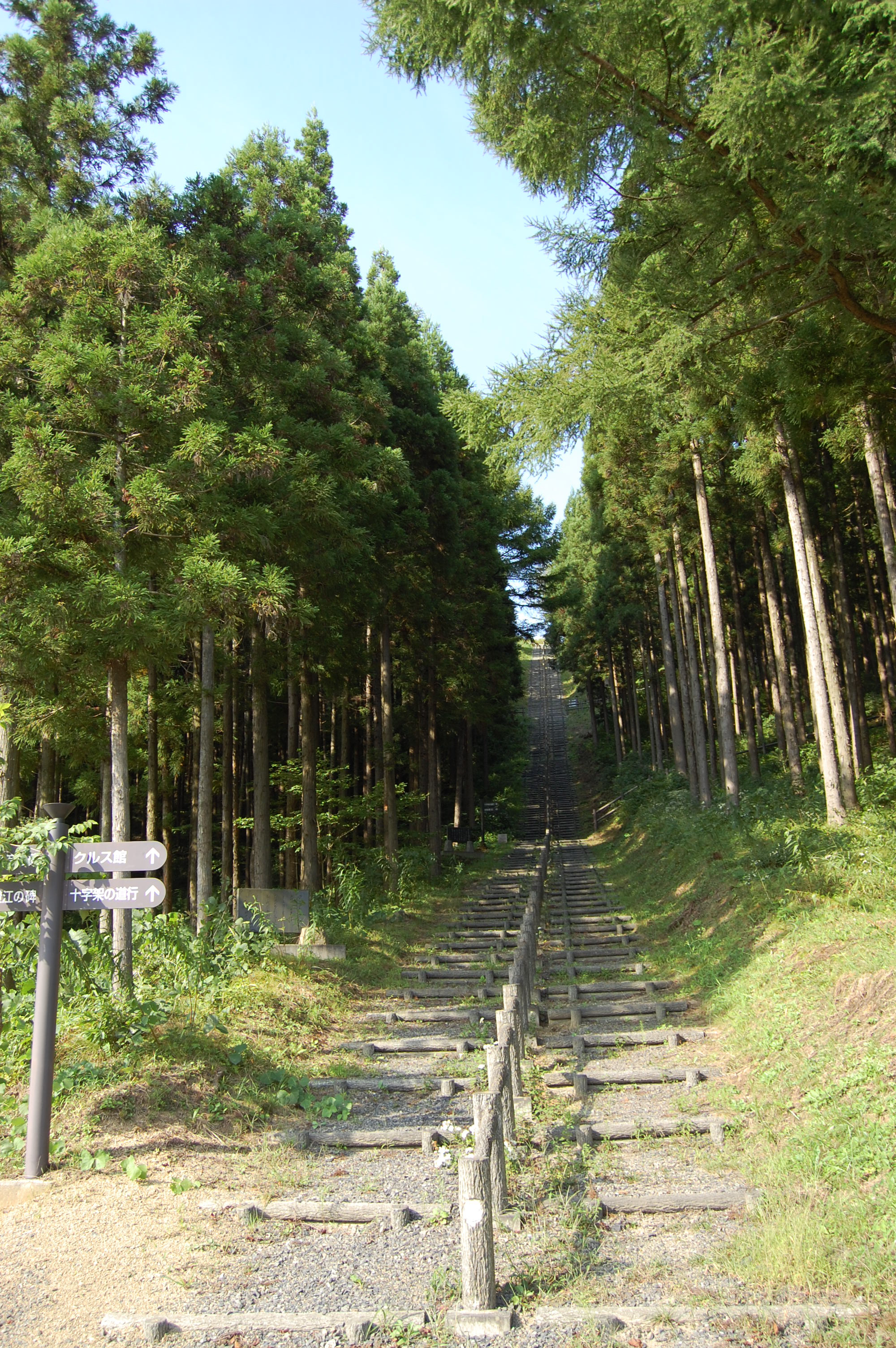
Droga prowadząca od muzeum do sanktuarium